# Ödeborgs församling
Ödeborgs församling var en församling i Karlstads stift och i Färgelanda kommun. Församlingen uppgick 2010 i Färgelanda församling.

## Administrativ historik
Församlingen har medeltida ursprung. 
Församlingen var till 1680 annexförsamling i pastoratet Färgelanda, Ödeborg och Torp som till 1670 även omfattade (Valbo-)Ryrs församling. Från 1680 till 1962 var församlingen annexförsamling i pastoratet Färgelanda och Ödeborg, från 1962 till 2010 annexförsamling i pastoratet Färgelanda, Ödeborg och Torp som till 1968 även omfattade Valbo-Ryrs församling. Församlingen uppgick 2010 i Färgelanda församling.

## Kyrkor
- Ödeborgs kyrka